# Lo Chuen Tsung
Lo Chuen Tsung (chinesisch 盧傳淞 / 卢传淞, Pinyin Lú Chuánsōng, Jyutping Lou4 Cyun4sung1; * 8. Oktober 1963) ist ein Tischtennisspieler aus Hongkong. Er war in den 1980er und 1990er Jahren einer der besten Spieler dieses Landes.
Lo Chuen Tsung nahm zwischen 1985 und 2000 achtmal an Weltmeisterschaften teil. Dabei war er 1985 am erfolgreichsten, als er als einziger nicht-chinesischer Spieler das Halbfinale erreichte. Hier unterlag er dem späteren Weltmeister Jiang Jialiang. 1988, 1992 und 1996 qualifizierte er sich für die Olympischen Sommerspiele, wo er jedoch frühzeitig ausschied.
Lo Chuen Tsung spielte bei mehreren europäischen Vereinen. Mit dem belgischen Verein ETTC Manage nahm er in der Saison 1993/94 am ETTU Cup teil. Viele Jahre war er auch in den französischen Ligen aktiv, etwa bei Levallois UTT.

## Turnierergebnisse
| Verband | Veranstaltung            | Jahr | Ort              | Land | Einzel           | Doppel           | Mixed         | Team  |
| ------- | ------------------------ | ---- | ---------------- | ---- | ---------------- | ---------------- | ------------- | ----- |
| HKG     | Asian Cup                | 1992 | Hong Kong        | HKG  | Halbfinale       |                  |               |       |
| HKG     | Asienspiele              | 1990 | Peking           | CHN  |                  | Viertelfinale    | Viertelfinale |       |
| HKG     | Asienspiele              | 1986 | Seoul            | KOR  | Viertelfinale    | Viertelfinale    | Viertelfinale |       |
| HKG     | ASIA-TOP12               | 1999 | Kish Island      | IRI  | Viertelfinale    |                  |               |       |
| HKG     | Commonwealth Meistersch. | 1995 | Singapur         | SIN  | Halbfinale       |                  | Gold          | 1     |
| HKG     | Commonwealth Meistersch. | 1989 | Cardiff          | WAL  | Halbfinale       |                  |               |       |
| HKG     | Commonwealth Meistersch. | 1985 | Douglas          | IMN  | Halbfinale       |                  | Silber        |       |
| HKG     | Olympische Spiele        | 1996 | Atlanta          | USA  | sofort ausgesch. | sofort ausgesch. |               |       |
| HKG     | Olympische Spiele        | 1992 | Barcelona        | ESP  | sofort ausgesch. | keine Teiln.     |               |       |
| HKG     | Olympische Spiele        | 1988 | Seoul            | KOR  | sofort ausgesch. | sofort ausgesch. |               |       |
| HKG     | Pro Tour                 | 1999 | Doha             | QAT  | letzte 32        | Rd 1             |               |       |
| HKG     | Weltmeisterschaft        | 2000 | Kuala Lumpur     | MAS  |                  |                  |               | 21–24 |
| HKG     | Weltmeisterschaft        | 1999 | Eindhoven        | NED  | letzte 128       | letzte 64        | letzte 64     |       |
| HKG     | Weltmeisterschaft        | 1997 | Manchester       | ENG  | letzte 64        | letzte 32        | letzte 64     | 26    |
| HKG     | Weltmeisterschaft        | 1995 | Tianjin          | CHN  | letzte 128       | letzte 32        | letzte 64     | 20    |
| HKG     | Weltmeisterschaft        | 1993 | Göteborg         | SWE  | letzte 32        | letzte 32        | letzte 32     | 14    |
| HKG     | Weltmeisterschaft        | 1991 | Chiba City       | JPN  | letzte 64        | letzte 32        | letzte 16     | 37    |
| HKG     | Weltmeisterschaft        | 1989 | Dortmund         | FRG  | letzte 32        | letzte 32        | letzte 64     | 21    |
| HKG     | Weltmeisterschaft        | 1985 | Göteborg         | SWE  | Halbfinale       | Qual             | Qual          | 11    |
| HKG     | World Cup                | 1992 | Ho Chi Minh City | VIE  | 5.–8. Platz      |                  |               |       |
| HKG     | World Cup                | 1987 | Macao            | CHN  | 5                |                  |               |       |
| HKG     | World Cup                | 1986 | Port of Spain    | TRI  | 4                |                  |               |       |
| HKG     | World Cup                | 1985 | Foshan           | CHN  | 5                |                  |               |       |